# Molnspinnmal
Molnspinnmal (Yponomeuta irrorellus) är en fjärilsart som först beskrevs av Jacob Hübner 1796.  Molnspinnmal ingår i släktet Yponomeuta, och familjen spinnmalar. Artens livsmiljö är skogslandskap, jordbrukslandskap.